# ISO 3166-2:LB
Artículo principal: ISO 3166-2
ISO 3166-2:LB es la entrada para Líbano en ISO 3166-2, parte de los códigos de normalización ISO 3166 publicados por la Organización Internacional de Normalización (ISO), que define los códigos para los nombres de las principales subdivisiones (p.ej., provincias o estados) de todos los países codificados en ISO 3166-1.
En la actualidad, para Líbano los códigos ISO 3166-2 se definen para 8 gobernaciones. La Gobernación de Aakkâr (que contiene el actual Distrito de Aakkâr) y la gobernación de Baalbek-Hermel (que contiene los actuales Distritos de Baalbek y Hermel), que figuran en la lista, están en proceso de implementación tras haberse aprobado su creación en 2003.
Cada código consta de dos partes, separadas por un guion. La primera parte es LB, el código libanés para la ISO 3166-1 alfa-2. La segunda parte es de dos letras.

## Códigos actuales
Los nombres de las subdivisiones constan en la lista según el estándar publicado por la Agencia de Mantenimiento del ISO 3166-2 ISO 3166 (ISO 3166/MA).
Pulsa sobre el botón en el encabezado de cada columna para clasificar.
| Código | Nombre de la subdivisión (ar) | Nombre de la subdivisión (ar) |
| Código | (nombres convencionales)      | (BGN/PCGN 1956)               |
| ------ | ----------------------------- | ----------------------------- |
| LB-AK  | Akkar                         | ‘Akkār                        |
| LB-BH  | Baalbek-Hermel                | B‘alabak-Al Hirmil            |
| LB-BI  | Beqaa                         | Al Biqā‘                      |
| LB-BA  | Beyrouth                      | Bayrūt                        |
| LB-AS  | Liban-Nord                    | Ash Shimāl                    |
| LB-JA  | Liban-Sud                     | Al Janūb                      |
| LB-JL  | Mont-Liban                    | Jabal Lubnān                  |
| LB-NA  | Nabatîyé                      | An Nabaţīyah                  |

## Cambios
Los siguientes cambios de entradas han sido anunciados en los boletines de noticias emitidos por el ISO 3166/MA desde la primera publicación del ISO 3166-2 en 1998, cesando esta actividad informativa en 2013.
| Informe     | Fecha de emisión | Descripción del cambio reportado                                      | Cambio de código o subdivisión                            |
| ----------- | ---------------- | --------------------------------------------------------------------- | --------------------------------------------------------- |
| Boletín I-9 | 2007-11-28       | Se añaden las subdivisiones administrativas y sus elementos de código | Subdivisiones añadidas: LB-AK Aakkâr LB-BH Baalbek-Hermel |